# Scandinavisch hogedrukgebied
Een Scandinavisch hogedrukgebied, ook wel Scandinavisch hoog of Scandihoog genoemd, is een hogedrukgebied boven Scandinavië.
Wanneer zo'n hogedrukgebied ontstaat draait de wind in grote delen van West- en Centraal-Europa naar het oosten. De oostenwind voert continentale lucht aan. Dit geeft meestal droog weer met in de winter vaak koud weer en in de zomer juist warm weer. Dit wordt veroorzaakt doordat relatief warme lucht bij Newfoundland (Canada) door een depressie richting Groenland wordt gestuwd. Daardoor kan de luchtdruk op de (noord) Atlantische Oceaan stijgen, waardoor er een luchtdrukblokkade ontstaat die vervolgens de depressieactiviteit tegenhoudt. Door de luchtdrukblokkade kan de luchtdruk boven Scandinavië stijgen, waardoor er een Scandinavisch hoog ontstaat. Alleen wanneer er koude lucht vanaf Newfoundland de zee instroomt kan de luchtdrukblokkade doorbroken worden, waardoor het hogedrukgebied wegtrekt en verdwijnt.